# Wonder Cave
Wonder Cave er det tredje største hulekammer i Sydafrika, Det ligger i nærheden af Kromdraai nordvest for Johannesburg i provinsen Gauteng. Det antages at være omkring 1,5 millioner år gammelt og er en del af verdensarvområdet Menneskehedens vugge.
Hulekammeret blev opdaget sent i 1800-tallet af grubearbejdere, som ledte efter kalksten til cementfremstilling. Udgravingerne efter kalksten stoppede under den anden boerkrig, og blev aldrig genoptaget.
Hulen har omkring 14 stalaktit- og stalagmitformationer, som er op til 15 meter høje. 85 procent af dem er fortsat i vækst.

## Eksterne kilder og henvisninger
- Information om Wonder Cave Arkiveret 9. marts 2012 hos  Wayback Machine (på engelsk)